# Charles E. Dudley

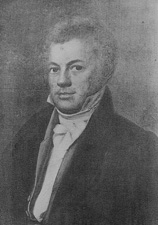
Charles E. Dudley

Charles Edward Dudley (* 23. Mai 1780 in Staffordshire, England; † 23. Januar 1841 in Albany, Albany County, New York) war ein angloamerikanischer Politiker. Zwischen 1829 und 1833 vertrat er den Bundesstaat  New York im US-Senat.

## Werdegang
Im Jahr 1794 kam Charles Dudley mit seiner verwitweten Mutter nach Newport in Rhode Island. Er besuchte die öffentlichen Schulen seiner neuen Heimat und arbeitete später zunächst als Angestellter in einem Zahlungsbüro (Counting room) und später im Handel. Gleichzeitig begann er eine politische Laufbahn. Bei den Präsidentschaftswahlen des Jahres 1816 war er Wahlmann für den siegreichen Kandidaten James Monroe. Er wurde Mitglied im Stadtrat von Albany, wohin er zwischenzeitlich gezogen war. Dort war er auch zwischen 1821 und 1824 und nochmals in den Jahren 1828 und 1829 Bürgermeister. Zwischen 1820 und 1825 saß er zudem im Senat von New York. In den 1820er Jahren schloss er sich der Bewegung um den späteren Präsidenten Andrew Jackson an und wurde Mitglied der von diesem im Jahr 1828 gegründeten Demokratischen Partei. 
Nachdem der bisherige US-Senator und spätere Präsident Martin Van Buren zum Gouverneur  des Staates New York gewählt worden war, musste er das Amt des US-Senators aufgeben. Zu seinem Nachfolger wurde Charles Dudley gewählt, der ein Parteifreund Van Burens war. Dudley übte sein Mandat zwischen dem 15. Januar 1829 und dem 3. März 1833 aus. Seit dem Amtsantritt von Andrew Jackson  als 7. US-Präsident (1829–1837) wurde innerhalb und außerhalb des Kongresses heftig über dessen Politik diskutiert. Dabei ging es um die umstrittene Durchsetzung des Indian Removal Acts, den Konflikt mit dem Staat South Carolina, der in der Nullifikationskrise gipfelte und um die Bankenpolitik des Präsidenten. Dudley stimmte im Kongress für Jacksons Politik. Im Jahr 1832 verzichtete er auf eine weitere Kandidatur.   
Nach dem Ende seiner Zeit in Washington, D.C. kehrte er nach Albany zurück. Er nahm weiterhin Anteil am politischen Geschehen seiner Zeit, bekleidete aber kein weiteres offizielles Amt mehr. Er interessierte sich damals auch für Astronomie.  Charles Dudley starb am 23. Januar 1841 in Albany.